# Trevor Steven
Trevor McGregor Steven (Berwick-on-Tweed, 21 de setembro de 1963) é um ex-futebolista profissional inglês que atuava como meia.

## Carreira
Trevor Steven fez parte do elenco da Seleção Inglesa de Futebol, da Copa de 1986 e 1990.